# Laura Chinchilla
Laura Chinchilla Miranda (Carmen, San José, 28 de marzo de 1959) es una politóloga y política costarricense. Fue presidenta de la República de Costa Rica entre el 8 de mayo de 2010 y el 8 de mayo de 2014, convirtiéndose en la primera mujer costarricense elegida para ese cargo desde que se permitió el voto femenino en 1949, la quinta mujer en América Latina en ser elegida jefe de Estado y la octava presidenta de América Latina.
Actualmente, es conferencista y ha hablado en decenas de foros sobre América Latina, liderazgo en la gestión pública, democracia y derecho electoral, empoderamiento femenino, seguridad y migración, mediación de conflictos, derechos humanos, entre otros temas. También ha sido titular de la Cátedra José Bonifácio de la Universidad de São Paulo desde abril de 2018, forma parte del Institute of Politics and Public Service de la Universidad de Georgetown en Washington D. C., Estados Unidos, y también ha sido lideresa de la Cátedra Latinoamericana de Ciudadanía en la escuela de Gobierno y Transformación Pública del Instituto Tecnológico y de Estudios Superiores de Monterrey.
Fue vicepresidenta del Club de Madrid; actualmente ocupa la copresidencia del Inter-American Dialogue junto con el exfuncionario del departamento de Estado de Estados Unidos Thomas A. Shannon y es miembro de consejos asesores y directivos de la Fundación Euroamérica Concordia Summit, y del Adrienne Arsht Latin America Center. Ha encabezado varias misiones de observación electoral de la Organización de los Estados Americanos, entre ellas las de las elecciones nacionales del 2016 en Estados Unidos y las de octubre de 2018 en Brasil. También ha sido relatora para la libertad de expresión de la Organización de Telecomunicaciones de Iberoamérica.
Es la presidenta de Analítica Consultores del Istmo e integra los Consejos de Asesores de SEK Internacional y de She Works, una empresa enfocada en el empoderamiento de la mujer con sede en San Francisco, New York, Miami y Toronto.
En junio de 2019 fue juramentada como miembro del Comité Olímpico Internacional, fue nombrada presidenta de la Comisión Kofi Annan sobre Elecciones y Democracia en la era digital, es también miembro del Consejo Asesor del Informe sobre Desarrollo Humano 2019 del PNUD, de IDEA Internacional, y de Sanitation and Water for All. Fue además galardonada como Mujer de la Década por el Women Economic Forum y como una de las mujeres más importantes de Centroamérica de acuerdo con el Foro Económico Mundial.
A inicios de 2020 anunció su aspiración a la presidencia del Banco Interamericano de Desarrollo, cuya elección tiene lugar en septiembre. Sin embargo, el proceso de elección fue alterado con el anuncio realizado por la administración Trump de presentar una candidatura de ese país, algo que nunca se había contemplado en los más de 60 desde la creación del banco, creando mucha polémica, y mantuvo su candidatura durante el cual denunció la situación. Pocos días antes de la elección, anunció el retiro de su candidatura.

## Biografía
Laura Chinchilla nació en el distrito metropolitano del Carmen, en el cantón central de San José, el 28 de marzo de 1959. Es la mayor de cuatro hermanos e hija de Rafael Ángel Chinchilla Fallas, ex contralor general de la República en dos períodos (1972-1987) y Emilce Miranda Castillo.
Estuvo casada con Mario Alberto Madrigal Díaz de 1982 a 1985. Desde el año 2000 estuvo casada con el doctor en Derecho Penal y criminólogo José María Rico Cueto, con quien tuvo un hijo, José María Rico Chinchilla (1996).
Enviudó el 15 de abril de 2019, cuando Rico Cueto falleció a causa del alzhéimer.

## Formación académica
Cursó sus estudios primarios en la Escuela República del Perú, una casa de enseñanza pública y financiada por el Estado. La enseñanza secundaria la cursó en el Colegio de La Salle, donde comenzó a interesarse por las ciencias sociales y donde se incorporó a grupos estudiantiles que impulsaban actividades culturales y recreativas.
A finales de los años 1970 y con tan sólo 18 años, decidió realizar un recorrido por Centroamérica, que asentó su interés por las ciencias políticas y sociales. Poco después, inició sus estudios en Ciencia Políticas en la Universidad de Costa Rica, desde donde apoyó diversos movimientos sociales que propiciaban una alternativa democrática para los países de la región centroamericana, y participó activamente del movimiento estudiantil universitario de Costa Rica. Al mismo tiempo colaboró como asistente en diversas cátedras y en Centro de Investigación y Adiestramiento Político (CIAPA).[cita requerida]
Hacia finales de la década de 1980 estudió una maestría en Políticas Públicas en la Universidad de Georgetown, gracias a una beca otorgada por el Gobierno de Estados Unidos.

## Inicio en la vida política
Tras terminar sus estudios, Laura Chinchilla realizó una pasantía en la Embajada de Costa Rica en Washington, en donde colaboró con el entonces Embajador y periodista Guido Fernández en diversas tareas dirigidas a promover, en los círculos políticos de la capital norteamericana, el plan de paz que impulsaba el entonces presidente de la república, Óscar Arias Sánchez (1986-1990).
Fue viceministra de Seguridad Pública (1994-1996) y ministra de Seguridad Pública (1996-1998), la primera mujer en ocupar ese cargo en el país, lo que se consideró un paso histórico. Durante ese mismo periodo, fue presidente del Centro de Inteligencia Conjunto Antidrogas, Presidente del Consejo Nacional de Migración, miembro del Consejo Nacional de Drogas, del Consejo Nacional de Seguridad y del Consejo Académico de la Escuela Nacional de Policía. Se le atribuye la profesionalización de la policía costarricense, mediante el impulso de la Ley General de Policía y la implementación de la misma, proceso en el cual participó su esposo, José María Rico Cueto. 
Fue Diputada en la Asamblea Legislativa por el Partido Liberación Nacional (2002-2006) desde donde impulsó iniciativas relacionadas con temas como reforma judicial, seguridad pública (policía, narcotráfico, crimen organizado, etc.), reforma político-institucional (reforma del Estado y reforma Electoral), comercio exterior, tecnología, y niñez y juventud.
Fue vicepresidente de la República de Costa Rica y Ministra de Justicia y Gracia en la administración de Óscar Arias Sánchez (2006-2010).

## Candidatura a la presidencia

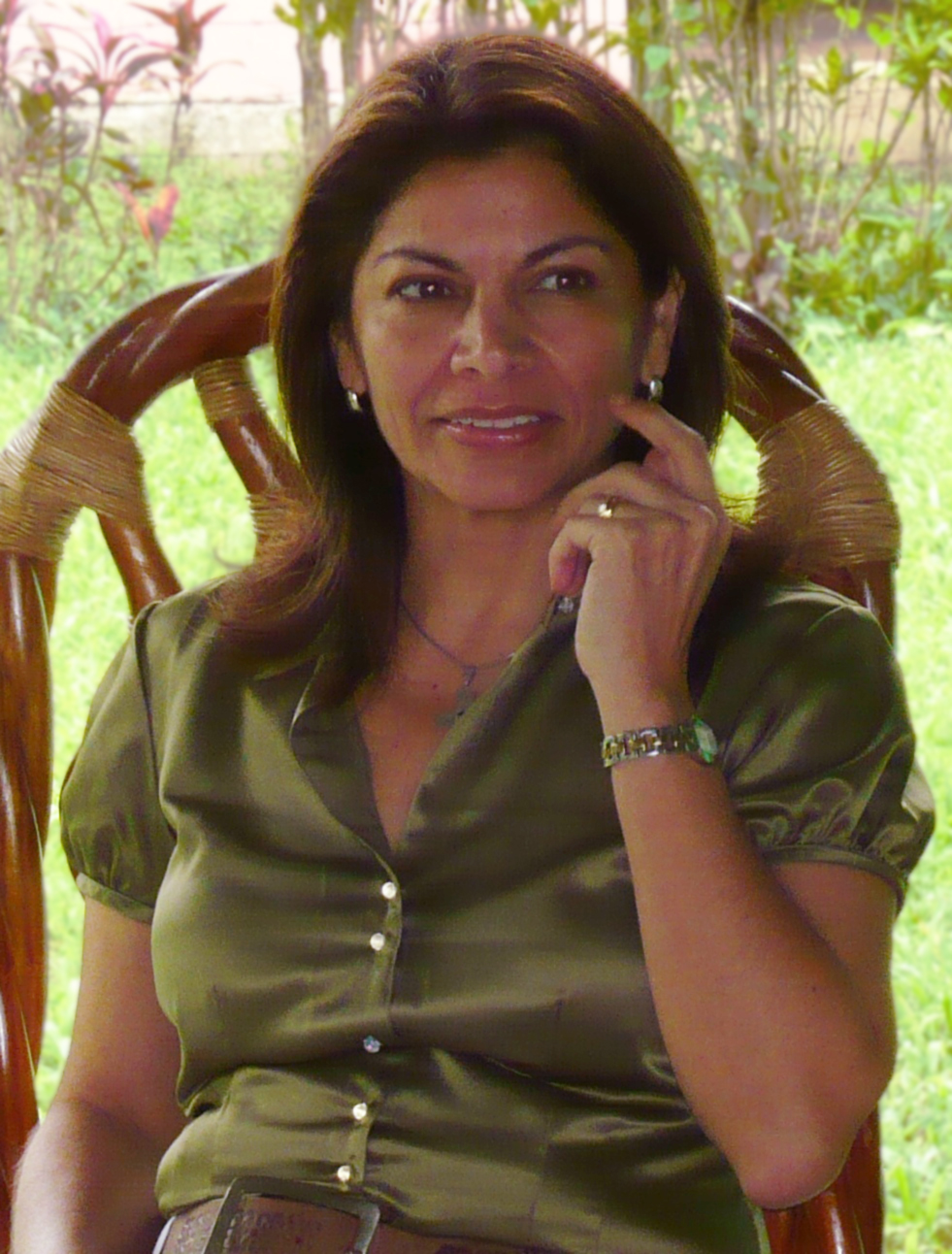
foto de Laura Chinchilla, 2010.

El 8 de octubre de 2008, Laura Chinchilla renuncia a la Vicepresidencia y al puesto de Ministra de Justicia en el gobierno del Dr. Arias Sánchez. El sábado 10 de octubre de 2008, y luego de que el Tribunal Supremo de Elecciones retirara formalmente sus credenciales como Vicepresidente, Chinchilla anuncia en los medios de comunicación su legítimo deseo de aspirar a la Presidencia de Costa Rica, y su precandidatura por el Partido Liberación Nacional. Las votaciones internas del Partido Liberación Nacional realizadas el día 7 de junio del año 2009, la declararon ganadora por una diferencia superior al 15%, y fue la elegida por la población liberacionista de Costa Rica para ser la candidata oficialista a la presidencia de la República, convirtiéndola en la cuarta mujer en lanzarse a la presidencia de la República luego de Norma Vargas Duarte (Elecciones de 1994 y 1998), Yolanda Gutiérrez Ventura (Elecciones de 1998) y Marina Volio Brenes (Elecciones de 1998).
En la campaña sus principales adversarios fueron el candidato del Partido Acción Ciudadana, Ottón Solís, y el del Partido Movimiento Libertario, Otto Guevara. En las elecciones celebradas el 7 de febrero de 2010, Chinchilla obtuvo con holgura un apoyo superior al 46%, Solís fue el segundo con poco más de 24% y Guevara quedó tercero con un 21%, convirtiéndose en la primera mujer de la historia de Costa Rica en llegar a la Presidencia de la República.
Se considera que el gobierno de Chinchilla fue conservador en materia social aunque durante el mismo se aprobaron las guías sexuales para estudiantes que por muchos años habían combatido las iglesias católica y evangélica del país.
En noviembre de 2009 antes de ingresar a la presidencia, Chinchilla participó en una marcha en contra del aborto y del matrimonio de las parejas del mismo sexo. Observadores en materia de derechos humanos expresaron preocupación por la realización de la marcha, por su supuesto carácter homofóbico y ultraconservador. Chinchilla declaró que la marcha no pretendía atacar a ningún sector de la sociedad en particular. En 2018 firmó junto con otros expresidentes del país, una Declaración por la Igualdad y la no Discriminación a las Parejas del mismo Sexo, que tenía como propósito enviar un mensaje a la Sala Constitucional del país para que consolidara ese derecho.

## Presidencia (2010-2014)
En 2010, año en el que fue elegida Laura Chinchilla, el país observaba una alta tasa de criminalidad en prácticamente todos los delitos, lo que contribuyó a deteriorar la percepción del estado como garante de la procuración de justicia y de seguridad. A ello se sumaba la inseguridad económica producto de la crisis internacional de los años 2007 y 2008 que había golpeado a la economía costarricense. 
Atendiendo dichas circunstancias, la presidente Chinchilla estructuró un plan de Gobierno basado en la seguridad humana y con un abordaje de seguridad integral, que contemplaba cuatro componentes claves:
- Seguridad económica y competitividad.
- Seguridad social y bienestar.
- Seguridad ciudadana y paz social.
- Seguridad ambiental y desarrollo.

Al término de su mandato, se identificaron los siguientes logros principales: 
La recuperación de la economía de los efectos de la crisis internacional de los años 2007-2008, la cual creció entre el 2010-2013, a una tasa promedio de 4.4%, crecimiento que se ha mantenido constante en los últimos años según los datos de CEPAL, esto a la par de una mejora en los índices de competitividad del país, según el Foro Económico Mundial y el Banco Mundial, así como el inicio del proceso de incorporación de Costa Rica a la OCDE.
En materia social, se dio prioridad al impulso de una estrategia integral para la atención de la primera infancia, mediante el desarrollo de una red de alternativas de cuido con alianzas público-privadas, cuyos beneficios para la niñez, así como para las mujeres que aspiran a insertarse en el mercado laboral, fueron reconocidos por organismos internacionales.
En materia de salud, firmó la Ley 9028, Ley General de Control del Tabaco y sus efectos nocivos en la salud.
Respecto al tema de seguridad, tras la realización de una consulta ciudadana se diseñó la Política de Seguridad Ciudadana y Paz Social (POLSEPAZ), definiendo las principales líneas de acción estratégica y la necesidad de impulsar una política integral, sostenible y de Estado en la materia.
Con la puesta en marcha de dicha estrategia y las actividades de prevención, control y sanción que se ejecutaron, se consiguió contener el crecimiento que venía experimentando la criminalidad y disminuir las tasas de homicidio, así como los homicidios dolosos contra mujeres la mayor parte de los cuales están asociados a violencia doméstica o femicidios que cayeron entre 2010 y 2013 en cerca de un 70%.
La variable de sostenibilidad dentro del gobierno se expresó en el impulso de políticas para la generación de energía limpia lo que permitió que al final de su período se hubiese superado el 90% de generación eléctrica a partir de fuentes renovables). Igual importancia se le dio a la protección de los mares, mediante la extensión de las zonas marinas de protección y un fuerte combate al aleteo del tiburón, todo lo cual le significó el reconocimiento internacional por los esfuerzos realizados en esta área.

## Actividades como consultora
Desde 1990, ha trabajado como consultora en América Latina y África con diversos organismos internacionales en el área de la reforma institucional, con especial énfasis en reforma judicial y reforma de la seguridad pública. Entre los trabajos realizados destacan la realización de diagnósticos sobre el sector justicia para la Agencia de los Estados Unidos para el Desarrollo Internacional (USAID); la coordinación de estudios y proyectos en materia de reforma judicial para el Programa de las Naciones Unidas para el Desarrollo (PNUD) y evaluaciones y asesorías en materia de reforma policial para el Banco Interamericano de Desarrollo (BID).
En septiembre de 2016, la Organización de los Estados Americanos (OEA) le designa la histórica misión de encabezar el equipo de observadores de las Elecciones de los Estados Unidos que se llevan a cabo el 8 de noviembre de 2016.

## Reconocimientos y distinciones
Es miembro honorario del Club de Madrid y de la Fundación Euroamérica, ambas con sede en Madrid, y del Diálogo Interamericano con sede en Washington D. C. La Revista Forbes la ha declarado por varios años consecutivos, como una de las mujeres más influyentes de Centroamérica.
Ha recibido varias distinciones en el campo académico tales como:
- Doctorado honoris causa de la Universidad para la Paz (2010)[49]
- Doctorado honoris causa de la Universidad de Georgetown (2011)[50]
- Doctorado honoris causa de la Universidad de Estudios Extranjeros de Kioto (2012)[51]
- Doctorado honoris causa de la Universidad de Hankuk[52]

Por su compromiso con la protección de la biodiversidad marina, ha recibido dos importantes distinciones:
- Premio "Excelencia en la Administración Nacional de los Océanos" por parte de la organización Peter Benchley Ocean Awards (2011).[53]
- Premio “Shark Guardian of the Year” por parte de la organización “The Shark Project” (2013).[54]

Por su apoyo al deporte y a los atletas costarricenses, le fue otorgado el, Premio “Pierre de Coubertin” por parte del Comité Olímpico de Costa Rica en el año 2013, y fue juramentada en junio de 2019 como miembro del Comité Olímpico Internacional.

## Publicaciones
Tiene diversas publicaciones, tanto en español como en inglés – libros, monografías y artículos- sobre temas relativos a la administración de justicia, la seguridad ciudadana y la reforma policial (se requiere cita). Entre las más destacadas figuran:
- La Prevención Comunitaria del Delito, Centro para la Administración de Justicia de Seguridad Ciudadana en América Latina, Siglo XXI Editores (2002);
- Las Reformas Policiales en América Latina, Open Society Institute.[56] (2006).
- Promesas Incumplidas[57] América Latina Hoy. The InterAmerican Dialogue (2019).

| Predecesor: Óscar Arias Sánchez                     | 46.º Presidente de Costa Rica 8 de mayo de 2010 - 8 de mayo de 2014                   | Sucesor: Luis Guillermo Solís             |
| Predecesor: Guido Alberto Monge Fernández 1998-2002 | Diputada de la Asamblea Legislativa de Costa Rica (13º puesto por San José) 2002-2006 | Sucesor: Evita Arguedas Maklouf 2006-2010 |